# Ambassador Motorcycles
Ambassador Motorcycles fue un fabricante británico de motocicletas, activa entre 1946 y 1962, cuando la empresa fue adquirida por DMW. 

## Historia
La compañía, fundada por el piloto de motocicletas irlandés Kaye Don después de Segunda Guerra Mundial, produjo motocicletas ligeras con motores Villiers y JAP, e importó modelos Zündapp de Alemania. Anteriormente, había sido precedida por un negocio denominado "U.S. Concessionaires Ltd.", dedicado a importar automóviles de los Estados Unidos.
La producción comenzó en 1947, con una motocicleta con motor de Villiers de 197 cc, cuyo éxito permitió que se mantuviera en el mercado hasta 1964. En 1953 produjo un modelo con arranque eléctrico, y la primera Ambassador Twin (con un motor de dos cilindros en línea JAP de 494 cc) apareció en 1957.
La empresa fue adquirida por DMW en 1963, que continuó la producción de las Ambassador hasta su cese en 1965. La marca Ambassador Motorcycles reapareció a finales de 2016.
En general, las motocicletas Ambassador eran costosas y no se vendieron bien, aunque las exportaciones a Australia y Nueva Zelanda tuvieron éxito durante cierto tiempo.

## Modelos
| Modelo             | Año  | Notas                                                                                                |
| ------------------ | ---- | --- |
| Popular            | 1951 | Motor Villiers y equipada con horquillas, hasta 1953                                                 |
| Courier            | 1951 | Motor Villiers                                                                                       |
| Embassy            | 1951 | Motor Villiers                                                                                       |
| Supreme            | 1951 | Primera Ambassador completamente equipada con horquillas telescópicas y suspensión trasera de émbolo |
| Sidecar            | 1953 | Motor de 197 cc Villiers                                                                             |
| Self Starter       | 1953 | Motor de 197 cc Villiers                                                                             |
| 225cc Supreme      | 1954 | Suspensión trasera de brazo oscilante                                                                |
| 150cc Popular      | 1956 | Motor Villiers 30C                                                                                   |
| Envoy              | 1956 | Motor Villiers                                                                                       |
| 250cc twin         | 1957 | Motor Villiers                                                                                       |
| Statesman          | 1958 | 175 cc                                                                                               |
| Popular            | 1959 | |
| "3 Star Special"   | 1959 | |
| Envoy              | 1959 | |
| Super S            | 1959 | |
| Electra 75         | 1961 | |
| Sport Twin         | 1961 | |
| 175cc ‘Scooter’    | 1961 | |
| 197cc Popular      | 1962 | |
| 50cc ‘Moped’       | 1962 | Motor Villiers 3K, dos velocidades                                                                   |
| DMW Ambassador     | 1962 | |
| Ambassador Supreme | 2017 | Motor Suzuki de 300cc, equipada con horquillas USD y estilo clásico "Cafe Racer"                     |